# José Auriemo Neto
José Auriemo Neto é um empresário brasileiro e atual presidente e presidente do conselho de administração da JHSF. Desde 2013, integra a lista BoF 500, pela publicação inglesa Business of Fashion.
Em 2022 e 2023, entrou para a lista das 500 pessoas mais influentes da América Latina, pela Bloomberg Linea. 
Em 2024, foi listado como a 72ª pessoa mais rica do Brasil, segundo a revista Forbes, com uma fortuna estimada em R$ 5,67 bi.

## Biografia
Natural da cidade de São Paulo, José Auriemo Neto nasceu em uma família de empreendedores dos meios de construção e incorporação.  Fabio Auriemo, seu pai, foi quem fundou  JHSF que, na época, era chamada de JHS.  Desde muito cedo, José mostrava interesse pelos negócios da família e, aos 12 anos de idade, convenceu seu pai a deixá-lo estagiar na companhia, durante as suas férias escolares, como office boy.
Cinco anos depois, aos 17 anos, enquanto cursava Engenharia na Fundação Armando Alvares Penteado, Auriemo Neto abriu seu primeiro negócio — uma rede de estacionamentos que chegou a ter cerca de 1,5 milhão de carros estacionados por mês. Posteriormente, a empresa foi parcialmente vendida e outra parte integrada à JHSF.
Em 2006, aos 30 anos de idade, Auriemo Neto assumiu a presidência do Grupo JHSF.